# Mount Isa, Queensland
Mount Isa este o localitate în statul Queensland, Australia. Orașul are o populatie de 23.000 de locuitori, iar în aria districtului ajunge la 31.000.

## Clima
Mount Isa are o climă semi-aridă caldă cu temperaturi de 36,3 °C în ianuarie și de 24,7 °C în iulie. Precipitațiile medii anuale sunt de 456,1 mm.